# 후나사카촌
후나사카촌(船坂村)은 효고현 아코군 니시하리마 현민국에 존재했던 촌이다.
1955년, 가미고리정, 다카타촌, 구라이, 아카마쓰촌과 합병해 새로운 가미고리정이 되었기 때문에 소멸하였다. 현재의 가마고리정의 서부에 해당한다.